# Тепляки (Шалинський міський округ)
Тепляки́ (рос. Тепляки) — присілок у складі Шалинського міського округу Свердловської області.
Населення — 2 особи (2010, 15 2002).
Національний склад станом на 2002 рік: росіяни — 87 %.